# Tuấn Khanh (nhạc sĩ sinh 1968)
Tuấn Khanh (tên thật Nguyễn Tuấn Khanh; sinh ngày 1 tháng 10 năm 1968), là một nhạc sĩ Việt Nam. Anh làm việc về báo chí, âm nhạc và kiêm quản lý dự án. Tên tuổi của anh gắn liền với nhóm nhạc MTV và Trio 666.

## Tiểu sử
Từ khi 15 tuổi, Tuấn Khanh bắt đầu chơi nhạc cho nhiều ban nhạc trẻ Sài Gòn. Anh học tại Nhạc viện Thành phố Hồ Chí Minh, bộ môn flute và sáng tác nhạc từ năm 17 tuổi.
Đến năm 1987, anh tổ chức thành lập nhóm nhạc riêng mang tên Gió Phương Nam, chủ yếu biểu diễn những sáng tác của anh. Năm 20 tuổi, anh học thêm các ngành luật, báo, tiếng Anh.
Vào đầu thập niên 1990, anh tham gia viết báo và trở thành phóng viên báo Tuổi trẻ, báo Thanh Niên, báo Người Lao động... Anh đã từng được đài truyền hình RAI International của Ý trao tặng giải thưởng cho các tác phẩm của mình và tác giả dàn dựng cho các nhóm nhạc của ông trên nền tảng alternative rock và modern rock. Vào năm 2001, anh được bình chọn là một trong 10 nhân vật trẻ của Đông Nam Á có ảnh hưởng đến cộng đồng chung, do tạp chí East Magazine tổ chức. Năm 2003, Tuấn Khanh được mời tham dự chương trình Sao Mai điểm hẹn và là thành phần trong ban giám khảo của cuộc thi này. Năm 2005, anh được Đài Truyền hình Việt Nam mời tham gia với vai trò commander của trò chơi truyền hình mang tên Trò chơi âm nhạc.
Vào năm 2007, anh là thành viên Ban giám khảo chương trình Việt Nam Idol. Anh mới tuyên bố từ nay sẽ không tập trung vào khuynh hướng sáng tác những ca khúc tình ca thông thường mà chuyển qua những đề tài xã hội và đặc biệt hơn, anh sẽ không xin phép kiểm duyệt các đĩa nhạc của mình mà tự phát hành trên mạng.
Năm 2008, anh sáng tác nhạc phẩm "Thế là người Việt Nam (Em có là người Việt Nam)" dành riêng cho kênh VTC9 - Let's Viet.
Năm 2009, toàn bộ nhạc phim của bộ phim Gia đình phép thuật đều do anh sáng tác.

## Một số tác phẩm
- Áo xanh
- Rêu phong
- Hẹn lòng đi nhé
- Biết yêu đời em
- Những giấc mơ dịu dàng
- Sóng tình
- Radio buồn
- Như là tình yêu
- Bay trên những giấc mơ
- Football No.1
- Kính vạn hoa (OST cho bộ phim chuyển thể cùng tên)
- Khi người con gái khóc
- Buồn ơi, ngủ yên
- Trái tim Việt Nam
- Thế là người Việt Nam (Em có là người Việt Nam)
- 47.8
- Trả nợ tình xa
- Gánh xiếc to trên quê hương bé nhỏ
- Hãy gấp trang báo hãy tắt TV
- Dối trá
- Thế giới loài người
- Thế giới xa xôi
- Thế giới trẻ thơ